# Narok (hrabstwo)
Narok – hrabstwo w Kenii. Jego stolicą jest Narok. Według Spisu Powszechnego z 2019 roku liczy 1 157 873 mieszkańców. Miejscowi ludzie są w większości z grupy etnicznej Masajów.
Hrabstwo Narok dzieli swoją granicę z Tanzanią na południu i hrabstwami: Nakuru na północy, Bomet, Nyamira i Kisii na północnym zachodzie, Kajiado na wschodzie i z Migori na zachodzie. Nazwa pochodzi od Enkare Narok, rzeki przepływającej przez miasto Narok.
W hrabstwie znajduje się znany na całym świecie Rezerwat Narodowy Masai Mara, który słynie z wielkiej migracji antylop gnu.

## Rolnictwo
Główne uprawy w hrabstwie to: pszenica, jęczmień, kukurydza, fasola, trzcina cukrowa i ogrodnicze uprawy tj. pomidory, ziemniaki, kapusta, fasolka szparagowa, cebula i inne. Największy dochód w hrabstwie przynosi uprawa pszenicy i kukurydzy.  
Hodowla zwierząt jest jedną z głównych działalności gospodarczych wspierających większość obszarów wiejskich. Do hodowlanych zwierząt w hrabstwie należą: bydło, owce, kozy, drób, pszczoły, króliki i osły. Populacja głównych zwierząt gospodarskich w 2009 roku wynosiła odpowiednio: 1,4 miliona sztuk bydła, 1,2 miliona owiec i 0,8 miliona kóz. 

## Religia
Struktura religijna w 2019 roku wg Spisu Powszechnego:
- protestantyzm – 66,8%
- katolicyzm – 13,3%
- pozostali chrześcijanie – 6,8%
- niezależne kościoły afrykańskie – 5%
- brak religii – 4%
- tradycyjne religie plemienne – 1,4%
- islam – 0,4%
- pozostali – 2,3%.

## Podział administracyjny
Hrabstwo Narok składa się z sześciu okręgów:
- Transmara West,
- Transmara East,
- Narok North,
- Narok South,
- Narok West i
- Narok East.